# Grünorganisten

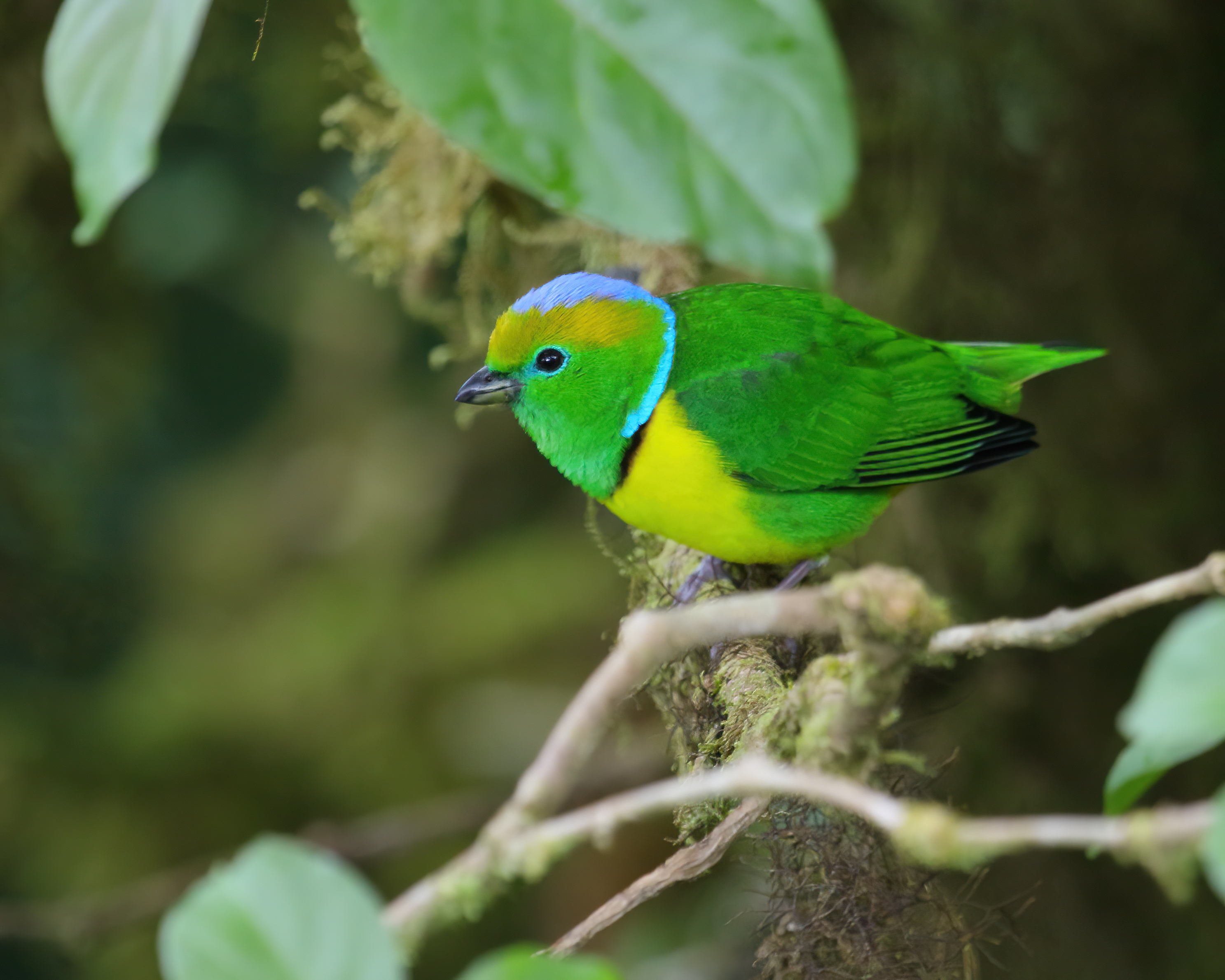
Gelbbrauen-Organist (Chlorophonia callophrys)

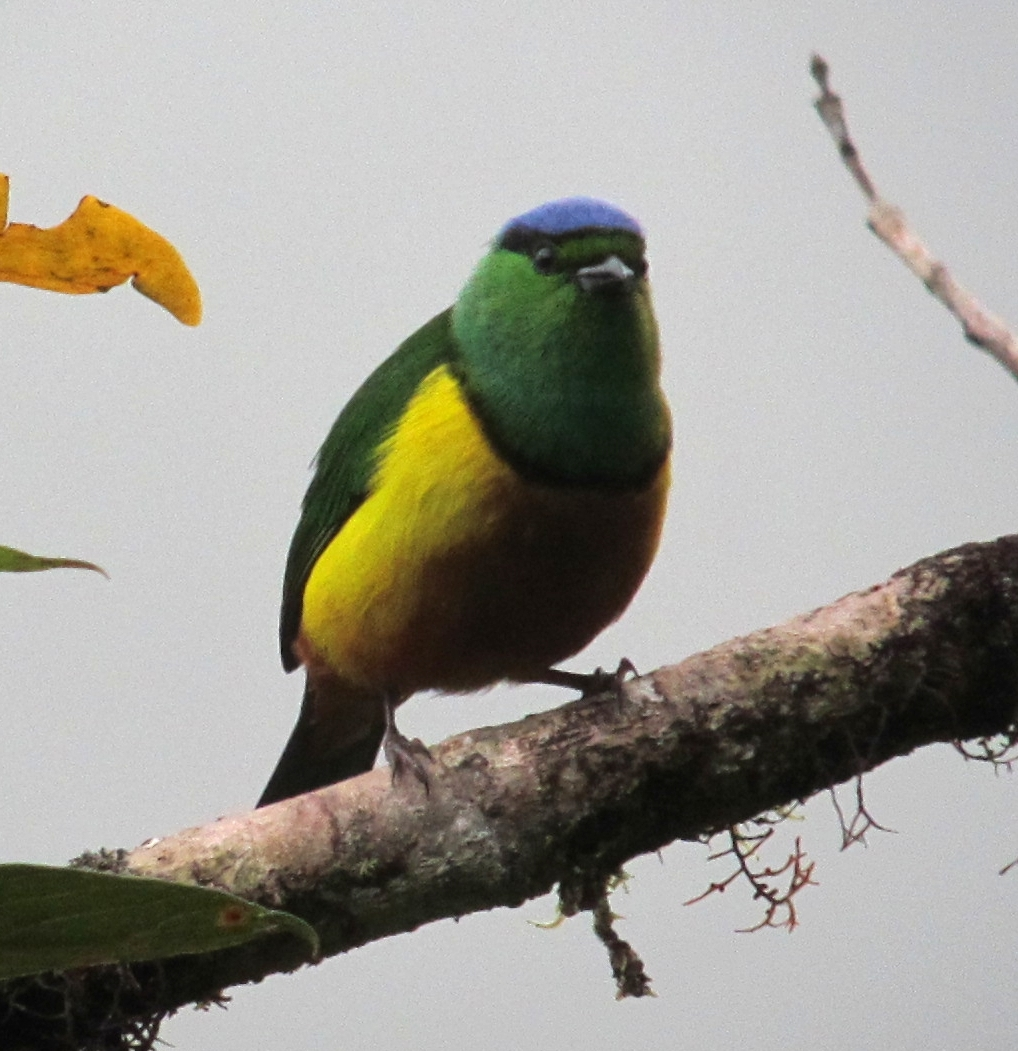
Schwarzbrauen-Organist (Chlorophonia pyrrhophrys)

Die Grünorganisten (Chlorophonia) bilden eine Gattung in der Familie der Finken (Fringillidae). Die meist grün gefärbten Vögel sind in den humiden Bergwäldern Mittel- und Südamerikas beheimatet, einige Arten leben auch in Kulturlandschaften und Gärten. Die kleinen Vögel erreichen Längen von 10 bis 13 cm.

## Merkmale
Grünorganisten sind größer und gedrungener als Organisten, von denen sie sich darüber hinaus durch ihr meist glänzend smaragdgrünes Gefieder unterscheiden. Die Geschlechter unterscheiden sich in der Färbung. Männchen und Weibchen zeigen die gleichen charakteristischen grünen und gelbe Federnfarben, die Männchen sind jedoch glänzender gefärbt.

## Verbreitung
Das Verbreitungsgebiet reicht vom südlichen Mexiko bis zum nördlichen Argentinien.

## Lebensraum und Lebensweise
Grünorganisten sind Fruchtfresser, insbesondere Misteln zählen zu ihrer Nahrung. Ihr Lebensraum sind feuchte Gebirgsausläufer und subtropische Regenwälder. Über ihr Brutgeschäft ist nur wenig bekannt.

## Arten
Die Gattung umfasst acht Arten. Fünf davon bilden die klassische Gattung der Grünorganisten:
- Gelbbrauen-Organist (Chlorophonia callophrys)
- Grünorganist (Chlorophonia cyanea)
- Blaunacken-Organist (Chlorophonia flavirostris)
- Blauscheitel-Organist (Chlorophonia occipitalis)
- Schwarzbrauen-Organist (Chlorophonia pyrrhophrys)

Die anderen drei Arten bilden die Schwesterklade der oberen fünf und sind aufgrund molekulargenetischer Untersuchungen in die Grünorganisten umsortiert worden (Imfeld et al. (2020)). Sie werden manchmal auch als eigene Gattung Cyanophonia Bonaparte, 1851 geführt.
- Goldbürzelorganist (Chlorophonia cyanocephala)
- Blauscheitelorganist (Chlorophonia elegantissima)
- Antillenorganist (Chlorophonia musica)